# Winslow (Indiana)
Pour les articles homonymes, voir Winslow.
Winslow est une municipalité située dans le comté de Pike, dans l’État de l'Indiana, aux États-Unis. Lors du recensement de 2020, elle comptait 764 habitants.